# Facultad de Ciencias de la Comunicación (Universidad Nacional de Córdoba)
La Facultad de Ciencias de la Comunicación Universidad Nacional de Córdoba fue creada en 1972 bajo el nombre de Escuela de Ciencias de la Información, dependiendo institucionalmente del rectorado de la Universidad Nacional de Córdoba. En diciembre del 2015, el voto mayoritario de la Asamblea Universitaria aprobó la creación de la Facultad de Ciencias de la Comunicación. Actualmente es posible cursar la carrera de Licenciatura y  Profesorado en Comunicación Social, Diplomatura en Locución y tecnicaturas a distancia relacionadas al ámbito de la comunicación.

## Historia
En 1962, el Círculo de Prensa creó la Escuela de Periodismo Esteban Echeverría. En 1965, comenzaron las gestiones para crear bajo jurisdicción de la universidad pública una carrera universitaria. Debido al golpe militar de 1966, no se pudo concretar el nacimiento como carrera universitaria.
En el año 1972, fue creada la Escuela de Ciencias de la Información, dependiendo institucionalmente del rectorado de la Universidad Nacional de Córdoba. Surge por una demanda social de profesionales para trabajar en los medios de comunicación. Comienza a desarrollar su actividad académica en el edificio ubicado en Avenida Vélez Sársfield y Caseros, donde actualmente funciona en dependencias de la Facultad de Lenguas.
A mediados de 1975, se suspenden la matriculación de nuevos ingresantes y comienza la persecución política. El golpe militar de 1976 produce las intervenciones de las universidades en Argentina. La Escuela de Ciencias de la Información se cierra por un período y se reabre en 1978 en una vieja pequeña dependencia de Ciudad Universitaria bajo la intervención de un supervisor militar y como escuela dependiente de la Facultad de derecho y Ciencias Sociales junto a la Escuela de Trabajo Social.
Durante la Dictadura de 1976- 1983, numerosos estudiantes, docentes y no docentes de la escuela fueron perseguidos, detenidos y muchos continúan desaparecidos.Además, durante el año 1980, por indicaciones del Ministerio de Educación de la Nación, la Escuela de Ciencias de la Información pasó a formar parte de la Facultad de Derecho y Ciencias Sociales de la Universidad Nacional de Córdoba.
Durante la década del ‘90, la Escuela de Ciencias de la Información encabeza la lucha contra la sanción de la Ley de Educación Superior (LES).
En el año 1991, se produce el cambio del plan de estudios. Después de un largo proceso de debate, se crea el plan vigente. En la actualidad, se encuentra en proceso de discusión para su modificación.
Desde el año 2000, se presentaron  proyectos para recuperar la autonomía institucional y convertirse en Facultad a las autoridades universitarias.
En diciembre del 2015, a través del voto mayoritario de la Asamblea Universitaria, se aprobó la creación de la Facultad de Ciencias de la Comunicación.

## Producciones transmedia
La Facultad de Ciencias de la Comunicación cuenta con diversas áreas de producción transmedia:
- CEPIC[4]
- La Universidad te cuenta[5]
- Qué, Portal de contenidos[6]
- Centro de Medios[7]
- El Cactus[8]
- Radio Revés es la radio de la Facultad de Ciencias de la Comunicación (Universidad Nacional de Córdoba). Transmite en la frecuencia 88.7 MHz (FM) desde el año 2001 y sus estudios se encuentran en esta misma facultad. Revés forma parte de la Asociación Mundial de Radios Comunitarias (AMARC) y de la Asociación de Radiodifusoras Universitarias Nacionales Argentinas.[1][9]

## Autoridades
Las actuales autoridades de la Facultad de Ciencias de la Comunicación son:
- Decana:  Mgter. Mariela Parisi
- Vicedecana: Dra. Fabiana Martínez
- Secretario de Planificación, Infraestructura y Gestión Institucional: Dra. Corina Echavarría
- Área contable: Cra. Lic. María Eugenia Marin
- Área Legal y Técnica: Dr. Daniel Koci
- Área de Personal y Sueldos: Sra. Adriana Agüero
- Secretaria Académica: Dra. Nidia Abatedaga
- Subsecretaria Académica: Mgter. Laura Vargas
- Subsecretaria de Enseñanza y Plan de Estudios: Mgter. Claudia Ortiz
- Directora de carreras cortas Área Distancia: Esp. Hebe Ramello
- Directora del Profesorado en Comunicación Social: Dra. Ana Andrada
- Prosecretaria de Concurso y Carrera Docente: Dra. Dafne García Lucero
- Secretaria de Ciencia y Tecnología: Dra. Fabiana Martinez
- Centro de Investigación en Periodismo y Comunicación (CIPeCO): Dra. Belén Espoz
- Instituto de Comunicación Institucional (ICI): Lic. María José Bustos
- Prosecretaria de Relaciones Internacionales:Judith Gerbaldo
- Secretario de Posgrado: Dr. Gustavo Urenda
- Subsecretaria de Posgrado: Dra. Corina Ilardo
- Secretario de Extensión: Lic. Pablo Natta
- Subsecretario de Vinculación: Lic. Pedro Garello
- Área de Graduados: Lic. Tadeo Otaola
- Secretario de Producción y Transmedia: Lic. Alexis Oliva
- Subsecretaria de Producción y Transmedia: Lic. Yanina Arraya
- Secretaria de Comunicación Institucional : Lic. María Cargnelutti
- Secretaria de Asuntos Estudiantiles: Lic. Natalia Vaccaro